# Morti nel 1994/Maggio
| Questa pagina contiene informazioni ricavate automaticamente dalle voci biografiche con l'ausilio del template Bio e di un bot. L'aggiornamento è periodico e automatico e ricostruisce completamente la pagina. Se manca una persona in questa lista, sei pregato di non aggiungerla, ma accertati piuttosto che la sua voce biografica contenga il template Bio e che i dati anagrafici siano correttamente compilati. Se il template Bio manca, inseriscilo tu stesso o, in alternativa, metti l'avviso {{tmp\|Bio}} che ne segnala la mancanza. Se i dati riportati sono sbagliati, correggi direttamente la voce biografica; le modifiche saranno visibili in questa lista entro pochi giorni. Per chiarimenti vedi il progetto biografie. La lista contiene solo le 121 persone che sono citate nell'enciclopedia e per le quali è stato implementato correttamente il template Bio. Pagina aggiornata al 18 lug 2025. |

- 1º maggio - Imre Gyöngyössy, regista, scrittore e poeta ungherese (n. 1930)
- 1º maggio - Giusto Lodi, calciatore e allenatore di calcio italiano (n. 1937)
- 1º maggio - Yigal Mossinson, scrittore, drammaturgo e inventore israeliano (n. 1917)
- 1º maggio - Thøger Nordbø, calciatore norvegese (n. 1904)
- 1º maggio - Ferdinando Scarfiotti, scenografo italiano (n. 1941)
- 1º maggio - Ayrton Senna, pilota automobilistico brasiliano (n. 1960)
- 1º maggio - Giuseppe Zagarrio, poeta e critico letterario italiano (n. 1921)
- 2 maggio - Nathan Adler, psicoanalista statunitense (n. 1911)
- 2 maggio - Louis Calaferte, scrittore italiano (n. 1928)
- 2 maggio - Anita Durante, attrice italiana (n. 1897)
- 2 maggio - Luigi Macario, sindacalista e politico italiano (n. 1920)
- 3 maggio - Vladimir Kostin, arbitro di pallacanestro sovietico (n. 1921)
- 3 maggio - Giuseppe Negroni, cantante italiano (n. 1930)
- 3 maggio - Italo Signorini, antropologo italiano (n. 1935)
- 4 maggio - Josip Palada, tennista jugoslavo (n. 1912)
- 4 maggio - Al Sanders, cestista statunitense (n. 1950)
- 5 maggio - Alessandro Conti, storico dell'arte italiano (n. 1946)
- 5 maggio - Joe Layton, coreografo statunitense (n. 1931)
- 5 maggio - Mário Quintana, poeta e scrittore brasiliano (n. 1906)
- 5 maggio - Louise Troy, attrice statunitense (n. 1933)
- 6 maggio - Gunnar Åhs, bobbista svedese (n. 1915)
- 6 maggio - Adriano Micantoni, attore italiano (n. 1921)
- 6 maggio - Malvina Pastorino, attrice argentina (n. 1916)
- 6 maggio - Fred Sadoff, attore statunitense (n. 1926)
- 6 maggio - Herbert Topp, pallanuotista statunitense (n. 1900)
- 6 maggio - Giacinto Trevisonno, politico italiano (n. 1907)
- 6 maggio - Vittorio Zarfati, attore italiano (n. 1907)
- 7 maggio - Haim Bar-Lev, generale e politico israeliano (n. 1924)
- 7 maggio - Clement Greenberg, critico d'arte statunitense (n. 1909)
- 7 maggio - Pahor Labib, egittologo egiziano (n. 1905)
- 7 maggio - Andy McEvoy, calciatore irlandese (n. 1938)
- 7 maggio - Margaret Skeete, supercentenaria statunitense (n. 1878)
- 7 maggio - Ion Aurel Stoica, politico romeno (n. 1943)
- 8 maggio - Jim Finks, giocatore di football americano, allenatore di football americano e dirigente sportivo statunitense (n. 1927)
- 8 maggio - Steven Keats, attore statunitense (n. 1945)
- 8 maggio - George Peppard, attore, regista e produttore cinematografico statunitense (n. 1928)
- 9 maggio - Anni Albers, designer tedesca (n. 1899)
- 9 maggio - Allan Frost Archer, entomologo e aracnologo statunitense (n. 1908)
- 9 maggio - Gaetano Cingari, storico e politico italiano (n. 1926)
- 9 maggio - Albert Olsson, scrittore svedese (n. 1904)
- 9 maggio - Miroslav Zuzánek, calciatore cecoslovacco (n. 1924)
- 10 maggio - John Wayne Gacy, serial killer statunitense (n. 1942)
- 10 maggio - René Truhaut, docente francese (n. 1909)
- 11 maggio - Timothy Carey, attore statunitense (n. 1929)
- 11 maggio - Isma'il Hedfi Madani, mistico tunisino (n. 1916)
- 11 maggio - Helmut Käser, avvocato svizzero (n. 1912)
- 11 maggio - Romano Puppo, attore e stuntman italiano (n. 1933)
- 11 maggio - Giovanni Romano, calciatore italiano (n. 1929)
- 12 maggio - Erik Erikson, psicologo e psicoanalista tedesco (n. 1902)
- 12 maggio - Ralph Miliband, sociologo britannico (n. 1924)
- 12 maggio - Roy J. Plunkett, chimico statunitense (n. 1910)
- 12 maggio - John Smith, politico britannico (n. 1938)
- 13 maggio - Vladimir Antošin, scacchista sovietico (n. 1939)
- 13 maggio - Duncan Hamilton, pilota automobilistico britannico (n. 1920)
- 14 maggio - Cihat Arman, calciatore e allenatore di calcio turco (n. 1915)
- 14 maggio - William Graham Claytor Junior, politico statunitense (n. 1912)
- 14 maggio - Sante Scarcia, sollevatore italiano (n. 1903)
- 15 maggio - Dave Albritton, altista e politico statunitense (n. 1913)
- 15 maggio - Alessandro Bono, cantautore italiano (n. 1964)
- 15 maggio - Claudio Casini, critico musicale italiano (n. 1937)
- 15 maggio - Royal Dano, attore statunitense (n. 1922)
- 15 maggio - Mario Einaudi, politologo e antifascista italiano (n. 1904)
- 15 maggio - Oskar Heil, inventore tedesco (n. 1908)
- 15 maggio - Gilbert Roland, attore messicano (n. 1905)
- 16 maggio - Alain Cuny, attore francese (n. 1908)
- 16 maggio - Boris Vladimorovič Derjagin, chimico e fisico russo (n. 1902)
- 16 maggio - Raymond Fiori, allenatore di calcio e calciatore francese (n. 1931)
- 16 maggio - Zdeňka Honsová, ginnasta ceca (n. 1927)
- 16 maggio - Alfred Otto Carl Nier, fisico statunitense (n. 1911)
- 16 maggio - Gerardo Reichel-Dolmatoff, antropologo e archeologo austriaco (n. 1912)
- 17 maggio - Daria Bertolani Marchetti, botanica italiana (n. 1919)
- 17 maggio - Nicolás Gómez Dávila, scrittore, filosofo e aforista colombiano (n. 1913)
- 17 maggio - Irène Hamoir, scrittrice e poetessa belga (n. 1906)
- 17 maggio - Vladimír Podzimek, saltatore con gli sci cecoslovacco (n. 1965)
- 17 maggio - Bob Sims, cestista statunitense (n. 1915)
- 18 maggio - Dante Bighi, pubblicitario italiano (n. 1926)
- 19 maggio - Vincenzo Bonandrini, politico e sociologo italiano (n. 1944)
- 19 maggio - Giovanni Brambilla, politico, sindacalista e partigiano italiano (n. 1910)
- 19 maggio - Joseph Chatt, chimico britannico (n. 1914)
- 19 maggio - Jacques Ellul, sociologo e teologo francese (n. 1912)
- 19 maggio - Jacqueline Kennedy Onassis, first lady statunitense (n. 1929)
- 19 maggio - Luis Ocaña, ciclista su strada spagnolo (n. 1945)
- 20 maggio - Bartine Burkett, attrice statunitense (n. 1898)
- 20 maggio - Masayoshi Itō, politico giapponese (n. 1913)
- 20 maggio - Martino Matronola, abate e vescovo cattolico italiano (n. 1903)
- 20 maggio - Jiří Sobotka, allenatore di calcio e calciatore cecoslovacco (n. 1911)
- 21 maggio - Dan-Ola Eckerman, calciatore finlandese (n. 1964)
- 21 maggio - Giovanni Goria, politico italiano (n. 1943)
- 21 maggio - Norman Low, allenatore di calcio e calciatore scozzese (n. 1914)
- 21 maggio - Aleksandrs Rehtšprehers, calciatore lettone (n. 1910)
- 22 maggio - Norman Read, marciatore neozelandese (n. 1931)
- 23 maggio - Ray Candy, wrestler statunitense (n. 1951)
- 23 maggio - Jim Hoverder, cestista statunitense (n. 1930)
- 23 maggio - Joe Pass, chitarrista statunitense (n. 1929)
- 23 maggio - Vladimir Polikarpov, calciatore sovietico (n. 1943)
- 24 maggio - Willi Eichhorn, canottiere tedesco (n. 1908)
- 24 maggio - John Wain, scrittore britannico (n. 1925)
- 25 maggio - Joe Brainard, poeta, scrittore e pittore statunitense (n. 1942)
- 25 maggio - Robert Paverick, calciatore belga (n. 1912)
- 25 maggio - Sonny Sharrock, chitarrista statunitense (n. 1940)
- 26 maggio - Maria Badaloni, politica italiana (n. 1903)
- 26 maggio - George Wildman Ball, diplomatico e banchiere statunitense (n. 1909)
- 26 maggio - Claudine Dupuis, attrice francese (n. 1924)
- 26 maggio - André Gérard, allenatore di calcio e calciatore francese (n. 1911)
- 26 maggio - Jules Keignaert, pallanuotista francese (n. 1907)
- 26 maggio - Norberto Menéndez, calciatore argentino (n. 1936)
- 27 maggio - Red Rodney, trombettista statunitense (n. 1927)
- 27 maggio - Luis de Carlos, dirigente sportivo spagnolo (n. 1907)
- 29 maggio - Franco Bricola, giurista italiano (n. 1934)
- 29 maggio - Raymond Fellay, sciatore alpino svizzero (n. 1932)
- 29 maggio - Erich Honecker, politico tedesco (n. 1912)
- 29 maggio - Áskell Löve, botanico islandese (n. 1916)
- 29 maggio - May di Teck, nobile britannica (n. 1906)
- 29 maggio - Francesco Scoppa, allenatore di calcio e calciatore italiano (n. 1955)
- 30 maggio - Marcel Bich, nobile e imprenditore italiano (n. 1914)
- 30 maggio - Agostino Di Bartolomei, calciatore italiano (n. 1955)
- 30 maggio - Juan Carlos Onetti, scrittore e giornalista uruguaiano (n. 1909)
- 30 maggio - István Tamássy, calciatore ungherese (n. 1910)
- 31 maggio - Mbaye Diagne, militare senegalese (n. 1958)
- 31 maggio - Sidney Gilliat, regista, sceneggiatore e produttore cinematografico britannico (n. 1908)
- 31 maggio - Herva Nelli, soprano italiano (n. 1909)